# Pokorni Zoltán
Pokorni Zoltán (Budapest, 1962. január 10. –) magyar politikus, pedagógus, országgyűlési képviselő, 1998 és 2001 között oktatási miniszter, 2001–2002-ben a Fidesz elnöke, 2006. október 1-jétől Budapest XII. kerületének polgármestere. 2010-ben negyedszer választották a kerület – a „Hegyvidék” – országgyűlési képviselőjének és másodszor polgármesterének. 2010 és 2014 között az Országgyűlés Oktatási, Tudományos és Kutatási Bizottságának elnöke.

## Pedagógiai munkája
A budapesti II. Rákóczi Ferenc Gimnáziumban érettségizett 1980-ban. Tanulmányait az ELTE Bölcsészettudományi Karon magyar-történelem szakán fejezte be 1987-ben. Ezután a budapesti Toldy Ferenc Gimnázium tanára lett.
1988-ban előbb a Fiatal Pedagógusok Egyesületének, majd a Pedagógusok Demokratikus Szakszervezetének alapítója, 1993-ig utóbbinak szóvivője, illetve ügyvivője volt. Részt vett az Ellenzéki Kerekasztal tárgyalásokon is, ezalatt a Ráció c. szakszervezeti lapnak a főszerkesztője is volt. Posztjairól a Fideszbe történt belépése (1993. október 1.) után mondott le.

## Politikai tevékenysége

### 1994 és 1998 között
1994-ben az országos listáról jutott be az Országgyűlésbe, majd 1998 óta viszont egyéni választókerületéből (Budapest XII. kerülete, 18. választókerület). Képviselősége miatt feladta tanári hivatását. 1994 és 1998 között az oktatási, tudományos, ifjúsági és sportbizottság alelnöke, 1997 és 1998 szeptembere között a Fidesz parlamenti frakcióvezetője volt.

### Az Orbán-kormányban
Az Orbán-kormány idején 1998 és 2001 között oktatási miniszter, az ő minisztersége idején ment végbe a felsőoktatási intézmények integrációja, kiterjesztették a tandíjmentességet és bevezették a diákhitelt.
2001-ben Kövér Lászlót váltva a Fidesz elnökévé választották, emiatt lemondott miniszteri posztjáról.
2002-ben a választási vereség után megtartotta pártelnöki pozícióját és újra frakcióvezető lett. Párttisztségei mellett, az Országgyűlés oktatási és tudományos bizottságának alelnöke is.

### Visszavonulása és visszatérése
2002 júliusában kiderült édesapjáról, Pokorni Jánosról (aki még Pokorni Zoltán gyermekkorában elvált feleségétől), hogy a kommunista rendszerben a Belügyminisztérium III/III. Csoportfőnökségének az ügynöke volt. Ennek következtében Pokorni Zoltán pártelnöki és frakcióvezetői posztjáról azonnal lemondott.
Átmeneti visszavonultságából 2003 májusában tért vissza, amikor az újjászervezett Fidesz alelnökévé választották.

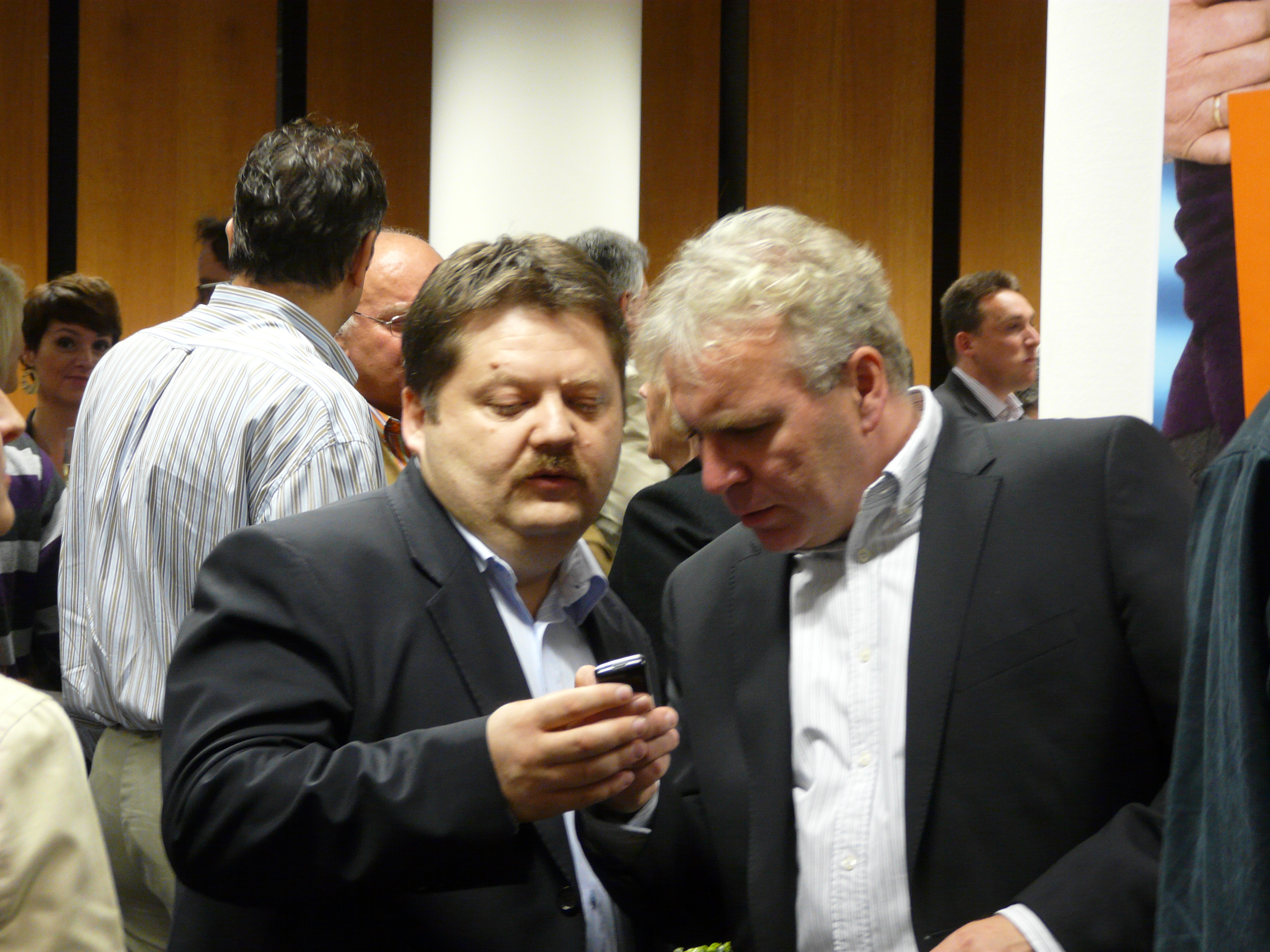
2010. április 11-én a FIDESZ 2/3-os választási győzelmét ünnepelte. Szász Jenő, Pokorni Zoltán a Hálóházban

2006-ban újra egyéni választókerületből jutott be az Országgyűlésbe. A frakcióvezetői posztot a pártvezetéssel való szembenállása miatt nem vállalta, de frakcióvezető-helyettesként továbbra is részt vett a képviselőcsoport vezetésében. 2006. október 1-jén (2006-os magyarországi önkormányzati választás) megválasztották Budapest XII. kerületének polgármesterévé. A párt 2007 májusában tartott kongresszusán újra a párt alelnökévé választották. 2008 januárjában a Kaszás Attila-díj társalapítója volt, amelyet a 2007-ben tragikus hirtelenséggel elhunyt színművész tiszteletére hoztak létre.
A 2010-es országgyűlési választásokon ismét Budapest 18. számú egyéni választókerületében szerzett mandátumot, majd ugyanebben az évben másodszor is megválasztották a Hegyvidék polgármesterévé. 2010-től az Országgyűlés Oktatási, Tudományos és Kutatási Bizottságának elnöke volt.
2010-ben, 2014-ben és 2019-ben is újraválasztották a XII. kerület polgármesterévé. 2014-ben visszavonult a parlamenti politikától, hogy kizárólag polgármesteri feladataira koncentráljon.

## Kitüntetése
- A Magyar Érdemrend parancsnoki keresztje a csillaggal (2025)

## Családja
Nős, felesége Beck Andrea pszichológus. Négy fiúgyermekük van: Benedek Donát (1992), Ágoston Jakab (1996), Ábel Boldizsár (1999) és Barnabás Vince (2001).

### Felmenői a pártállami rendszerben
Édesapja, Pokorni János (aki még Pokorni Zoltán gyermekkorában elvált feleségétől) 1990 előtt a Belügyminisztérium III/III. Csoportfőnökségének az ügynöke volt.

### Felmenői a nyilas mozgalomban
„A nyilasok hetvenöt évvel ezelőtt 328 ártatlan, védtelen embert mészároltak le Budapest tizenkettedik kerületében. Az áldozatok emlékére rendeztek hétfő este megemlékezést a Maros utcai rendelőintézetben, ahol annak idején 84 embert gyilkoltak meg. A rendezvényen részt vett Pokorni Zoltán polgármester, aki megrendítő beszédet mondott, szót ejtve a nyilasok közé állt és gyilkossá lett nagyapjáról, Pokorni Józsefről, a városmajori tömeggyilkosságok meghatározó alakjáról. Beszéde közben a sírástól elcsuklott a hangja” - írja a mazsihisz.hu.

## Kötetek
- Pokorni; interjú Hanák Gábor, előszó Schmidt Mária; Magyar Egyetemi, Bp., 2004 (Polgári kiskönyvtár sorozat)
- Szőnyi Szilárdː Pokorni Zoltán; Dialog Campus, Bp.–Pécs, 2004. (VIP kiskönyvtár)

### Interjúk
- Pokorni kirohan az ATV stúdiójából – az ATV interjúja, 2006. szeptember 14.
- Interjú Pokorni Zoltánnal – az Origo interjúja, 2009. június 26.
- Pokorni: A jó iskolához pénz kell – az index.hu interjúja, 2010. március 16.
- Vállalhatatlan lett volna, ha nem szólok – az index.hu interjúja, 2010. november 9.

| Elődje: Kövér László | A Fidesz – Magyar Polgári Szövetség elnöke 2001 – 2002 | Utódja: Áder János |